# Свислоч (приток на Березина)
Свислоч (на беларуски: Свіслач; на руски: Свислочь) е река в Беларус (Минска и Могильовска област), десен приток на Березина, от басейна на Днепър. Дължина 327 km. Площ на водосборния басейн 5160 km².
Река Свислоч води началото си от централната, най-висока част на Минското възвишение (част от Беларуското възвишение), на 1 km южно от село Венделево (Минска област), на 39 km северозападно от Минск, на 302 m н.в. Тече основно в югоизточна посока през Минското възвишение и западната част на Централноберезинската равнина, като в горното си течение преминава през центъра на сторицата на Беларус град Минск. Влива се отдясно в река Березина (десен приток на Днепър), на 139 m н.в., при село Свислоч, Могильовска област. Основни притоци: леви – Тростянка, Слоуст, Валма, Болочанка, Ботча; десни – Титовка, Талка, Синя. Среден годишен отток на 88 km от устието 24,3 km³/sec. От 1976 г. от река Вилия (десен приток на Неман) чрез изградения Вилейско-Мински канал в река Свислоч, в района на село Векшица (в най-горното течение) постъпва допълнително количество вода, в резултат на което оттокът ѝ нараства над 10 пъти. Замръзва през декември, а се размразява през март или април. В горното ѝ течение преди град Минск е изградено Заславското водохранилище (31 km²), което снабдява града с питейна вода, а в долното ѝ течение е изградено Осипомичкото водохранилище (11,9 km²). След преминаването си през столицата водите на река Свислоч са най-замърсените в Беларус. По течението ѝ освен столицата Минск са разположени още град Заславъл и сгт Свислоч, всичките в Минска област.